# União das Freguesias de Vide e Cabeça
União das Freguesias de Vide e Cabeça, kurz Vide e Cabeça, ist eine portugiesische Gemeinde (Freguesia) im Kreis (Concelho) von Seia, im Distrikt Guarda. Sie umfasst eine Fläche von 56,48 km² und hat 765 Einwohner (Stand nach Zahlen von 2011).
Die Gemeinde entstand im Zuge der kommunalen Neuordnung Portugals nach den Kommunalwahlen am 29. September 2013, als Zusammenschluss der bisherigen Gemeinden Cabeça und Vide.
Offizieller Sitz der neuen Gemeinde wurde Vide, während die frühere Gemeindeverwaltung in Cabeça als Bürgerbüro erhalten blieb.